# Collblanc (metropolitana di Barcellona)
Collblanc è una stazione della linea 5 e della linea 9 Sud e dall'8 settembre 2018 è servita anche dai treni della linea 10 Sud, di cui costituisce il capolinea.
La stazione venne inaugurata nel 1969 e rimase capolinea fino al 1973. Fino al 1980 prese il nome di San Ramòn.
La stazione si trova sotto Carretera de Collblanc tra Travessera de les Corts e Carrer Francesc Layret.